# (3072) Vilnius
(3072) Vilnius es un asteroide perteneciente al cinturón de asteroides, descubierto el 5 de septiembre de 1978 por Nikolái Stepánovich Chernyj desde el Observatorio Astrofísico de Crimea (República de Crimea).

## Designación y nombre
Designado provisionalmente como 1978 RS1. Fue nombrado Vilnius en homenaje a la ciudad de Lituania Vilna.